# Port Hedland
Port Hedland es una localidad en la región de Pilbara en el estado australiano de Australia Occidental. Con una población de 15.044 habitantes, que incluye la ciudad satélite de South Hedland, es la segunda ciudad más poblada de la región. En la ciudad también se encuentra el puerto de mayor tonelaje de todo Australia.
Port Hedland cuenta con un puerto natural de anclaje profundo que, además de ser el principal punto de recepción de combustible y carga para la región, fue considerado perfecto para los envíos de mineral de hierro que se extraen en las serranías ubicadas tierra adentro en las cercanías del pueblo. El mineral es transportado por tren desde cuatro importantes depósitos de hierro en el este y sur de la zona de Port Hedland. En agosto de 2010, el puerto exportó 13,6 millones de toneladas de mineral de hierro.
Otras importantes actividades que la localidad apoya incluyen pozos de gas natural en el agua, sal, manganeso y ganadería. El pastado de ganado vacuno y ovino fue en su momento una importante fuente de ingresos para la región, no obstante ha venido decayendo lentamente con el paso de los años. Port Hedland también ocupó la estación terminal del Marbel Bar Railway del gobierno de Australia Occidental, una línea de tren que servía de apoyo para la zona de minería de oro de Marble Bar.

## Historia

Minas de hierro en la región de Pilbara.

Port Hedland es conocida por los pueblos aborígenes australianos Kariyarra y Nyamal como Marapikurrinya, nombre que puede significar "lugar de buena agua" y hace referencia a las tres fuentes de agua fresca que aún se pueden encontrar en la localidad y sus alrededores, o como indica la página oficial del consejo municipal, "se refiere al estuario en forma de mano en las afueras del puerto (marra - mano, pikurri - apuntar recto y nya - letrero con nombre de lugar)". Según una leyenda del Tiempo del Sueño es que allí había una serpiente marina gigante ciega que vivía en un cuerpo de agua rodeado de tierra llamado Jalkawarrinya. Esta área hoy en día es el reservorio que utilizan los barcos que llegan al puerto para maniobrar, y según cuenta la leyenda, "la llegada de los grandes barcos significó que ya no se pudo quedar allí".
Aunque la costa de la región había sido explorada en el siglo XVIII, el Capitán Peter Hedland fue uno de los primeros europeos en explorar el puerto con el propósito de desarrollar un centro de exportación en el lugar. Peter Hedland llegó a lugar en abril de 1863 a bordo de su barco, el Mystery, que él mismo había construido en Point Walter en las orillas del río Swan. Llamó al lugar Bahía Mangales y reportó que sería un buen lugar de desembarco con un puerto bien protegido y que también contaba con suministro de agua dulce. Lo que Hedland no reportó fue que el puerto era de difícil acceso debido a un promontorio de arena que cerraba su entrada, lo que quería decir que solo era accesible cuando la marea estaba alta y que su paso era complicado cuando había mal tiempo debido a la estrecha entrada.
En 1866, el residente Magistrado de Roebourne, Treverton Sholl, contrató a Charles Wedge para que investigara la existencia de sitios alternativos para el pueblo de Roebourne. Los reportes de Wedge sobre la sustentabilidad de Port Hedland era pesimistas. En 1891, la exploración de la región por parte de Tom Traine, John Wedge y Syd Hedley identificaron dos lugares de desembarco y describieron el puerto como "bonito al igual que seguro". En septiembre de 1895, los residentes de Cossack solicitaron al Agrimensor del Distrito que realizara una inspección de la costa en Port Hedland y solicitaron al gobierno que construya un embarcadero.

### Minería
Goldsworthy Mining desarrolló una mina de oro a aproximadamente 100 kilómetros al este de Port Hedland a principios de los años 1960 y construyó los pueblos de Goldsworthy y luego Shay Gap como sitios mineros. Una línea de tren fue construida después hasta Port Hedland en donde se dragó el canal del puerto para hacerlo más ancho y profundo, así mismo se construyó un muelle al lado opuesto del pueblo de Port Hedland en la isla de Finucane. Los envíos de mineral de hierro comenzaron el 27 de mayo de 1966 cuando el Harvey S Mudd zarpó desde Port Hedland en dirección a Japón con 24.900 toneladas del mineral.
En 1967 se descubrió mineral de hierro en Mount Whaleback y se emprendió una nueva inversión minera que incluyó el establecimiento de un nuevo pueblo, Newman; la construcción de 426 km de líneas de tren desde la mina hasta el puerto y la instalación de equipo de procesamiento para el mineral tanto en Newman como en Port Hedland. en 1986, por un costo de $87 millones, el canal existente fue dragado para permitir al puerto aumentar el tonelaje de los barcos que podían ingresar. Antes del dragado, el puerto solo podía cargar barcos de menos de 2.000 toneladas, pero hoy en día puede acomodar barcos de más de 250.000 toneladas.

### Accidente aéreo de 1968
El 31 de diciembre de 1968, un Vickers Viscount operado por MacRobertson Miller Airlines se estrelló cerca de Indee Station. El avión había partido desde Perth con dirección a Port Hedland sin ningún incidente, hasta que diez minutos antes de aterrizar sufrió una falla catastrófica en su ala trasera derecha que causó que el ala se separara del fuselaje. Los 26 tripulantes que viajaban a bordo murieron, incluyendo el piloto, el primer oficial y dos azafatas.

### Centro de internamiento de extranjeros
En 1991, se abrió un centro de internamiento de extranjeros en Port Hedland para solucionar el problema de la llegada de inmigrantes vietnamitas en busca de asilo. Se consideró que Port Hedland era un buen lugar ya que era en sus alrededores que llegaban muchos extranjeros en bote buscando entrar a Australia y contaba con un aeropuerto internacional que permitiría realizar deportaciones con facilidad cuando éstas sean necesarias. El centro de detención fue privatizado por el gobierno de John Howard a finales de los 1990, y cerró en 2004 cuando el número de inmigrantes en búsqueda de asilo que llegaban en bote al noroeste de Australia decayó. El alcalde de la ciudad pidió al gobierno federal que les permita utilizar el centro para acomodar al gran número de nuevos trabajadores mineros que el boom de la minería en ese entonces requería. La falta de lugares de hospedaje en Port Hedland hace que sea difícil para las empresas operar en forma eficiente ya que no pueden albergar a todo su personal o consultores externos en el limitado número de hoteles que hay en el pueblo. El centro de detención está ubicado sobre la playa y hasta hace poco era operado como un centro de alojamiento individual solo para hombres por parte de Mount Newman Mining (ahora BHP Billiton).

## Geografía y clima
El clima de Port Hedland oscila entre cálido y caliente, con temperaturas máximas promedio de 36,4 °C en enero y 27,1 °C en julio. Las temperaturas máximas en el verano por lo general son moderadas por una cálida pero húmeda brisa marina. La precipitación anual (casi exclusivamente en los meses de diciembre y junio) es de 311,5 mm en promedio, pero debido a erráticos ciclones es sujeta a una de las variaciones más grandes del mundo. Por ejemplo, en 1942 la precipitación anual fue de 1040 mm, pero en 1944 solo hubo 32 mm y el pueblo estuvo más de 300 días sin lluvias. Las altas temperatura de Port Hedland en el verano hacen que la mayoría de los turistas la visiten más que todo los meses más templados entre mayo y septiembre.
| Parámetros climáticos promedio de Port Hedland | Parámetros climáticos promedio de Port Hedland | Parámetros climáticos promedio de Port Hedland | Parámetros climáticos promedio de Port Hedland | Parámetros climáticos promedio de Port Hedland | Parámetros climáticos promedio de Port Hedland | Parámetros climáticos promedio de Port Hedland | Parámetros climáticos promedio de Port Hedland | Parámetros climáticos promedio de Port Hedland | Parámetros climáticos promedio de Port Hedland | Parámetros climáticos promedio de Port Hedland | Parámetros climáticos promedio de Port Hedland | Parámetros climáticos promedio de Port Hedland | Parámetros climáticos promedio de Port Hedland |
| Mes                                            | Ene.                                           | Feb.                                           | Mar.                                           | Abr.                                           | May.                                           | Jun.                                           | Jul.                                           | Ago.                                           | Sep.                                           | Oct.                                           | Nov.                                           | Dic.                                           | Anual                                          |
| ---------------------------------------------- | ---------------------------------------------- | ---------------------------------------------- | ---------------------------------------------- | ---------------------------------------------- | ---------------------------------------------- | ---------------------------------------------- | ---------------------------------------------- | ---------------------------------------------- | ---------------------------------------------- | ---------------------------------------------- | ---------------------------------------------- | ---------------------------------------------- | ---------------------------------------------- |
| Temp. máx. abs. (°C)                           | 49.0                                           | 48.2                                           | 45.9                                           | 42.4                                           | 38.8                                           | 35.5                                           | 34.4                                           | 36.8                                           | 42.2                                           | 46.9                                           | 47.4                                           | 47.9                                           | 49.0                                           |
| Temp. máx. media (°C)                          | 36.4                                           | 36.2                                           | 36.7                                           | 35.2                                           | 30.6                                           | 27.6                                           | 27.1                                           | 29.2                                           | 32.3                                           | 34.8                                           | 36.2                                           | 36.6                                           | 33.2                                           |
| Temp. mín. media (°C)                          | 25.6                                           | 25.5                                           | 24.5                                           | 21.4                                           | 17.2                                           | 14.1                                           | 12.3                                           | 13.1                                           | 15.4                                           | 18.4                                           | 21.3                                           | 24.0                                           | 19.4                                           |
| Temp. mín. abs. (°C)                           | 18.1                                           | 16.3                                           | 15.8                                           | 12.2                                           | 7.0                                            | 4.7                                            | 3.2                                            | 3.7                                            | 7.7                                            | 11.1                                           | 12.4                                           | 16.6                                           | 3.2                                            |
| Lluvias (mm)                                   | 62.2                                           | 94.8                                           | 50.1                                           | 22.4                                           | 27.0                                           | 20.7                                           | 11.1                                           | 4.9                                            | 1.3                                            | 0.9                                            | 2.7                                            | 17.9                                           | 314.4                                          |
| Fuente: Bureau of Meteorology                  |                                                |                                                |                                                |                                                |                                                |                                                |                                                |                                                |                                                |                                                |                                                |                                                |                                                |

### Puerto
El puerto de Port Hedland está administrado por la Autoridad Portuaria de Port Hedland, una agencia del gobierno estatal. Las oficinas de la Autoridad Portuaria, la torre de control y el helipuerto se encuentran en Magrove Point, justo al oeste de The Esplanade en el extremo occidental de Port Hedland. El remolcador, la aduana y el embarcadero público se encuentran cerca, en Laurentius Point.
Los muelles del puerto están en ambos lados del puerto - la Isla Finucane en el oeste y en Port Hedland en el este. Los barcos acceden a éstos y parten del puerto a través de un estrecho y curvo canal.

## Fauna y Flora
Port Hedland tiene una colonia de tortugas planas, ubicada en la línea de playa principal. Hay varios miradores a lo largo del corredor de la playa que permiten observar a mamíferos marinos como el delfín Indo-Pacífico, el delfín jorobado y el delfín de aleta chata australiano.
El Port Hedland Saltworks Important Bird Area (en español, Área Importante de Aves del Marjal de Port Hedland) es un pedazo de tierra originalmente inerte de 103 km², que ahora contiene un marjal, a unos 20 km al este del puerto de Port Hedland. La zona regularmente sirve de soporte vital para más del 1% de la población mundial de correlimos cuellirrojo y correlimos acuminado, además de una población del limitado gerygone tenebrosa. Entre las especies cuya población ha venido en declive desde los años 1980 están el correlimos falcinelo, el dowitcher asiático, el correlimos zarapitín, la avoceta australiana, la cigüeña rayada, el caradrino oriental, la canastera oriental y el fumarel aliblanco. Otras especies que viven en la zona son la avutarda australiana, la chlamydera guttata, el pinzón rojo y el anteojito australiano.
En los estuarios como Pretty Pool existen mangales, peces marinos y otras aves.

## Blackrock Stakes
Blackrock Stakes es una carrera de 122 km desde Whim Creek hasta Port Hedland en la que los competidores, ya sea en equipos o individualmente, empujan carretillas cargadas con mineral de hierro. Se llevó a cabo por primera vez en 1971, y los competidores empujaban una carretilla llena de mineral de hierro desde una mina remota hasta Port Hedland. Desde entonces la carrera ha logrado recaudar más de $1 millón para obras de caridad en su nueva versión modificada en la que equipos de 10, tríos, dúos o corredores solos empujan carretillas modificadas cargadas con 11 kg de mineral de hierro a lo largo de los 122 km.

### Más información
- Shaw, Murray (2006). Moving Mountains: The Evolution of Port Hedland Harbour (en inglés). Carlisle, WA: Hesperian Press. ISBN 085905389X.